# 打浦桥站
打浦桥站位于中華人民共和國上海市黄浦区打浦桥徐家汇路与瑞金二路交叉口日月光廣場內，是上海地铁9号线的地铁车站。于2009年12月31日启用。本站现作为第二批试行“闸机常开”模式的车站之一。

## 车站构造

### 车站楼层
| 地面层   | 出入口             | 1-4出入口                                  |  |  |
| 地下一层 | 商业层             | 日月光中心商业区                           |  |  |
| 地下二层 | 商业层             | 日月光中心商业区（“瑞金区”、“泰康区”）     |  |  |
|          | 站厅               | 票务服务、自动售票机、人工服务台、商场通道 |  |  |
|          | 商业层             | 日月光中心商业区（“徐家汇区”）             |  |  |
| 地下三层 | 商业停车场         | 日月光中心停车场                           |  |  |
| 地下四层 | ①站台              | █ 9号线 往上海松江站（嘉善路）             |  |  |
|          | 岛式站台，左侧开门 |                                            |  |  |
|          | ②站台              | █ 9号线 往曹路（马当路）                   |  |  |

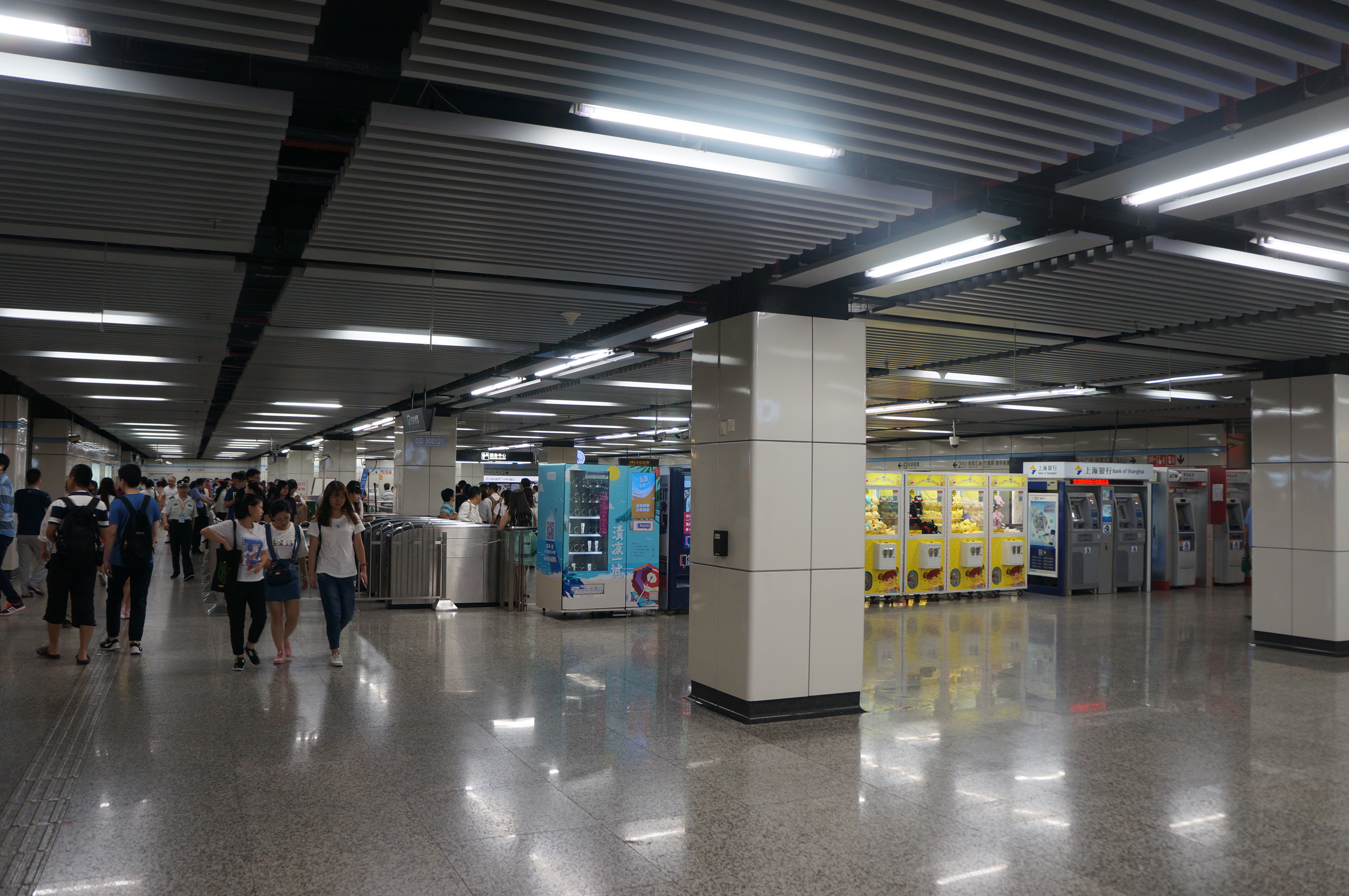
打浦桥站站厅
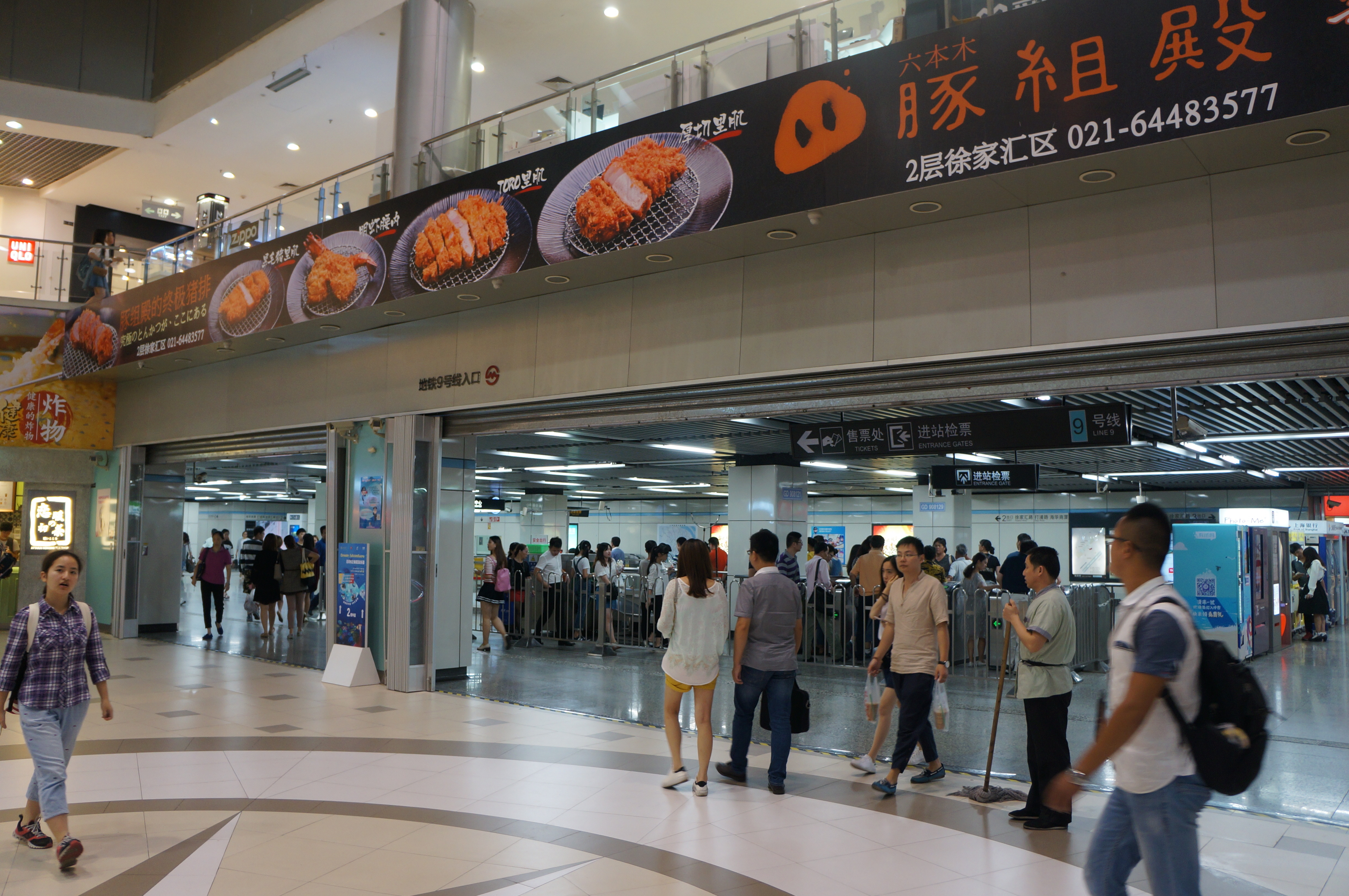
打浦桥站站厅連接日月光广场B2層
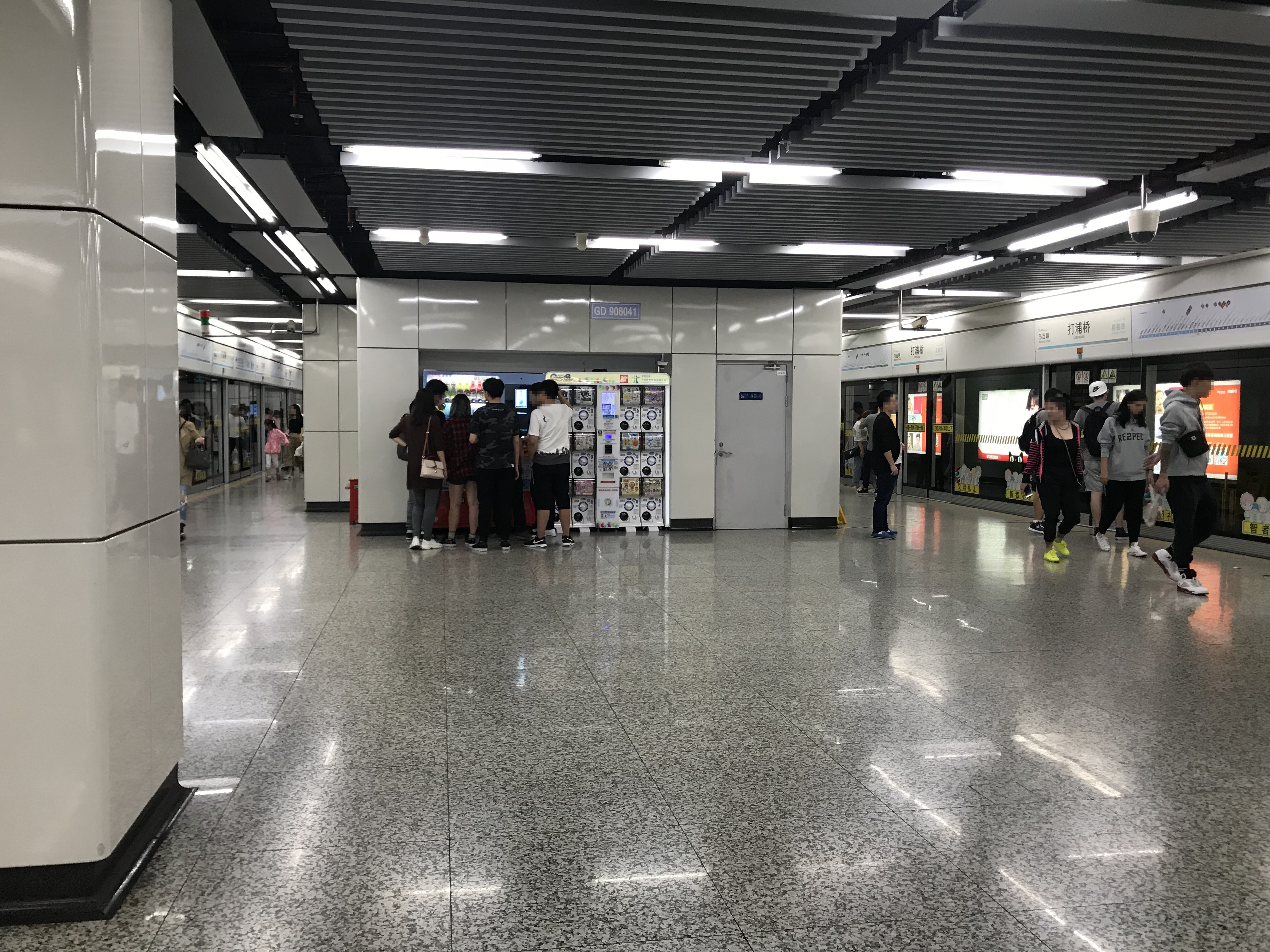
打浦桥站站台
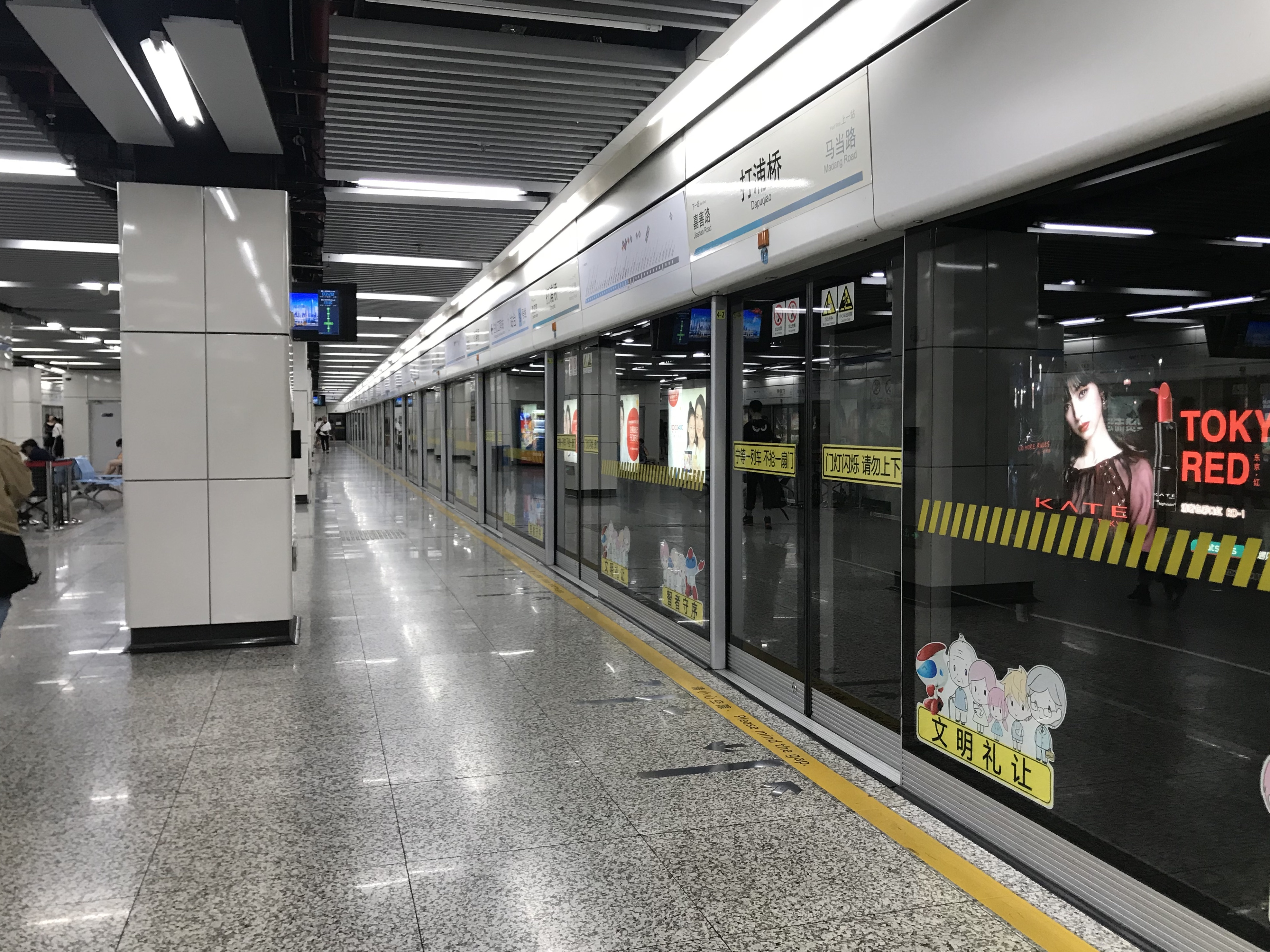
打浦桥站站台幕門

## 车站出口
打浦桥站共有4个出入口，因站厅位于日月光中心地下二层，站厅另有多个地下连通道直通日月光中心，各出入口如下所示：
| 出口编号            | 出口指示           | 照片 |
| ------------------- | ------------------ | ---- |
| 1 · 出口            | 泰康路，田子坊     |      |
| 2 · 出口            | 徐家汇路，打浦路   |      |
| 3 · 出口            | 徐家汇路           |      |
| 4 · 出口 · （设有） | 瑞金二路，瑞金医院 |      |
| 图例： 设有         |                    |      |

## 周邊
- 日月光广场
- 田子坊
- 金玉兰广场
- 上海斯格威铂尔曼大酒店